# 诺曼·休斯
诺曼·休斯（英語：Norman Hughes，1952年9月30日—），英国前男子曲棍球运动员。他曾代表英国国家队参加1984年夏季奥林匹克运动会曲棍球比赛，结果队伍获得一枚铜牌。